# Essos

Westeros (stânga) și Essos (dreapta), așa cum apar în primele sezoane ale serialului TV Urzeala tronurilor (serial)

Essos este cel mai mare continent din lumea cunoscută din Cântec de gheață și foc. Este despărțit de Westeros (care se află spre apus) de către Marea Strâmtă.

## Descriere
Essos este cel mai mare dintre cele patru continente cunoscute ale lumii din Cântec de gheață și foc. Acesta se află la est de Westeros și la nord de Sothoros și Ulthos, se întinde de la Marea Frisoanelor (Shivering Sea) în nord până la Marea Verii (Summer Sea) în sud; și de la Marea Îngustă (Narrow Sea) în vest până la pământurile din jurul Mării de Jad (Jade Sea) în est. Essos este locuit de mai multe popoare diferite de oameni și are o geografie vastă și variată.
În romanele din Cântec de gheață și foc, continentul este numit pur și simplu continentul din est sau estic, continentul de dincolo de Marea Îngustă sau Est. George R. R. Martin face prima referire la el ca Essos la mijlocul anului 2008 într-un interviu, iar mai târziu a confirmat acest lucru în mod oficial. Anexa  A Dance with Dragons  se referă în mod oficial la marele continent din est sub denumirea de Essos.

## Popoare
Essos este casa unui număr mare și divers de popoare, cuprinzând  mai multe rase și culturi decât Westeros. Acestea se trag din culturi antice cum ar fi Andalii, Rhoynar, vechii Ghis sau Valyrienii. Spre deosebire de Westeros, care a fost unificat sub forma celor Șapte Regate, Essos este divizat în diferite regiuni suzerane și orașe-state, având diferite guvernări de când statul comercial Valyria (Valyrian Freehold) a dispărut cu secole în urmă. Printre popoarele continentului se numără:
- Dothraki, o rasă de războinic nomazi cu pielea ca de cupru, având o limbă proprie și o cultură unică.
- Ghiscari, o rasă amestecată care populează mai ales Golful Sclavilor (Slaver's Bay), care vorbesc o versiune barbară a valyrienei înalte (High Valyrian). Sunt descendenți ai anticei rase Ghis.
- Popoarele Orașelor Libere (Free Cities), care vorbesc o formă distinctă bazată pe valyriana înaltă, deși limba comună a Westeros este larg folosită. Sunt descendenți ai statului comercial Valyrian.
- Lhazareen,  un popor pașnic cu pielea ca de bronz, fețe late și ochii ca migdalele. Aceștia sunt predominant păstori, închinându-se la Marele Păstor și sunt numiți  "oameni-miel" de către Dothraki, care îi jefuiesc frecvent.
- Qartheen, locuitorii din Qarth
- Ibbenezi formează coloniile de pescari din nord.
- Jogos Nhai, renumiți pentru captarea de zorse.